# Arachnothryx pansamalana
Arachnothryx pansamalana là một loài thực vật có hoa trong họ Thiến thảo. Loài này được (Standl.) Borhidi mô tả khoa học đầu tiên năm 1982.